# Psittacula wardi
Il parrocchetto delle Seychelles (Psittacula wardi [E. Newton, 1867]) è una specie estinta di pappagallo endemica delle Seychelles, nell'Oceano Indiano. Fu descritto per la prima volta nel 1867 dall'ornitologo britannico Edward Newton, che lo chiamò Palaeornis wardi in omaggio al commissario civile Swinburne Ward, il quale fornì gli esemplari su cui si basò la descrizione. Questi pappagalli abitavano le isole di Mahé, Silhouette e forse Praslin. Al momento si conoscono dieci pelli conservate, ma nessuno scheletro. In seguito la specie fu riclassificata nel genere Psittacula, anche se alcuni studi genetici recenti suggeriscono di riportarla al genere Palaeornis insieme al parrocchetto alessandrino (P. eupatria) dell'Asia, a cui era strettamente imparentata.
Il parrocchetto delle Seychelles misurava circa 41 cm di lunghezza ed era dotato di una coda lunga e affusolata. Il maschio presentava un piumaggio prevalentemente verde, con sfumature blu sulla testa e una striscia nera sulle guance. La parte inferiore del corpo era di un colore giallastro, mentre sulle ali spiccava una macchia rosso-violacea. La coda combinava tinte di blu, verde e giallo, e il becco era rosso e giallo. La femmina non aveva la striscia nera sulle guance, mentre i giovani somigliavano agli esemplari femminili. L'unica raffigurazione dal vivo giunta fino a noi è un dipinto del 1883 dell'artista britannica Marianne North. Le abitudini di questo pappagallo non sono ben documentate, ma probabilmente erano affini a quelle del parrocchetto alessandrino, con individui riuniti in gruppi nelle foreste e voli frequenti fra i dormitori comuni e le zone di foraggiamento. La specie viveva originariamente in foreste native, ma si adattò ai terreni coltivati man mano che l'ambiente veniva modificato; la sua dieta comprendeva frutta. Sebbene nel 1811 fosse ancora abbondante, divenne rara entro il 1867 a causa della persecuzione da parte dell'uomo, poiché era ritenuta dannosa per le colture. L'ultimo esemplare confermato fu abbattuto nel 1893, e nel 1906 non se ne trovava ormai più traccia.

## Tassonomia
Nel 1867, l'ornitologo britannico Edward Newton descrisse e battezzò scientificamente diverse nuove specie che aveva raccolto durante il mese trascorso alle Seychelles, tra cui il parrocchetto delle Seychelles, che egli denominò Palaeornis wardi. Newton riferì che il nome comune era cateau vert e spiegò che l'epiteto specifico (wardi) rendeva omaggio a Swinburne Ward, commissario civile britannico alle Seychelles dal 1862 al 1868. Ward aveva infatti procurato tre pelli provenienti dall'isola di Mahé (la più grande dell'arcipelago), utilizzate per la descrizione della specie; questi esemplari di sintipo sono catalogati come UMZC18/Psi/67/g/1-3 presso il Museo di Zoologia dell'Università di Cambridge e comprendono due femmine e un maschio.
Sebbene Newton non avesse osservato alcun esemplare a Mahé nel 1866, poté vederne alcuni sulla vicina Silhouette. In base a testimonianze indirette, egli riferì che questi pappagalli abitavano anche l'isola di Praslin. Newton e suo fratello, l'ornitologo Alfred Newton, pubblicarono nel 1876 un'illustrazione di entrambi i sessi, realizzata dall'artista olandese John Gerrard Keulemans su campioni giunti in un secondo tempo. L'illustrazione che lo zoologo britannico Walter Rothschild inserì nel suo libro Extinct Birds (1907) era basata sullo stesso disegno di Keulemans. Attualmente si conoscono soltanto dieci pelli della specie, conservate presso l'Università di Cambridge, il Museo di Storia Naturale di Tring, il Museo Nazionale di Storia Naturale di Parigi, l'American Museum of Natural History e il Museo di Zoologia Comparata dell'Università di Harvard.

### Evoluzione
Nel 1937, l'ornitologo statunitense James L. Peters adottò il nome Psittacula wardi per il parrocchetto delle Seychelles, sostituendo Palaeornis con Psittacula, e collocandovi anche altri parrocchetti asiatici e africani. James Greenway, nel 1967, scrisse che, sebbene il parrocchetto delle Seychelles assomigliasse molto ai pappagalli delle Mascarene, apparteneva al gruppo asiatico privo di collare rosato. Lo classificò infatti come Psittacula eupatria wardi, ritenendolo una sottospecie del parrocchetto alessandrino (Psittacula eupatria). Nel 1969, l'ornitologa canadese Rosemary Gaymer e colleghi, pur usando la denominazione Psittacula wardi, giunsero alla medesima conclusione di Greenway sulla stretta affinità con il parrocchetto alessandrino, deducendo quindi che la specie avesse colonizzato le Seychelles partendo dall'Asia, anziché da Madagascar o dalle Mascarene. Nel 1973, l'ornitologo australiano Joseph M. Forshaw considerò il parrocchetto delle Seychelles una specie a sé, mentre lo scrittore britannico Errol Fuller non ritenne questa classificazione giustificabile nel 2000.
Nella sua monografia del 2007 dedicata ai pappagalli delle Mascarene, l'ornitologo britannico Julian Hume prese in esame anche il parrocchetto delle Seychelles, poiché sembrava strettamente legato al processo di colonizzazione delle Mascarene da parte delle specie del genere Psittacula. Secondo Hume, le Seychelles rappresentano un antico frammento del supercontinente Gondwana, di cui rimangono emersi solo i picchi granitici. Nonostante sia difficile stabilire come la fauna si sia evoluta dopo l'arrivo dell'uomo, gran parte degli uccelli delle Seychelles mostra ancora poche differenziazioni a livello di genere e sarebbe di origine relativamente recente. Hume considerò comunque il parrocchetto delle Seychelles una specie distinta, basandosi su alcune caratteristiche fisiche peculiari, ma sottolineò la mancanza di fossili e di studi genetici all'epoca, che avrebbero potuto rivelarne le affinità con altre Psittacula dell'Oceano Indiano. Egli concluse che il parrocchetto delle Seychelles e le specie mascarensi di Psittacula avessero con ogni probabilità un antenato in comune correlato al parrocchetto alessandrino e che queste isole rappresentassero un «capolinea» per la colonizzazione dei pappagalli attraverso l'Oceano Indiano. Forshaw, nel 2017, accettò la posizione di Hume, mantenendo il parrocchetto delle Seychelles come specie autonoma.
Nel 2011, il biologo britannico Samit Kundu e colleghi, includendo per la prima volta il parrocchetto delle Seychelles in un'analisi del DNA (usando un frammento di tessuto del piede di un esemplare conservato a Cambridge), scoprirono che esso rappresentava la prima linea divergente di un gruppo costituito dalle sottospecie di parrocchetto alessandrino. Ciò li portò a concludere che le isole dell'Oceano Indiano abbiano funzionato da tappe fondamentali per la radiazione evolutiva di queste specie e che gli antenati del parrocchetto delle Seychelles (e di altre specie) potessero aver colonizzato l'Asia e l'Africa a partire da queste isole, e non il contrario. Nel 2015, la genetista britannica Hazel Jackson e colleghi confermarono che il parrocchetto delle Seychelles era profondamente inserito nel gruppo del parrocchetto alessandrino, dal quale si sarebbe separato circa 3,83 milioni di anni fa. Anche in questo caso, si ribadì il ruolo chiave delle isole dell'Oceano Indiano nella radiazione di questi pappagalli. Poiché fortemente imparentata con il parrocchetto alessandrino, la specie poteva, secondo gli autori, rappresentare un potenziale sostituto ecologico in caso di ripopolamento delle Seychelles.
Nel 2017, il biologo tedesco Lars Podsiadlowski e colleghi confermarono che il parrocchetto delle Seychelles era un membro inizialmente divergente di un gruppo comprendente il pappagallo delle Mascarene (Mascarinus mascarinus) e alcune sottospecie di parrocchetto alessandrino. Lo studio rilevò anche che i pappagalli del genere Tanygnathus si collocavano all'interno di Psittacula, proponendo così di riunire Tanygnathus e Mascarinus nel genere Psittacula. Le analisi filogenetiche secondo Kundu e coll. (2011) e Podsiadlowski e coll. (2017) possono essere schematizzate come segue:
Kundu e coll. (2011):

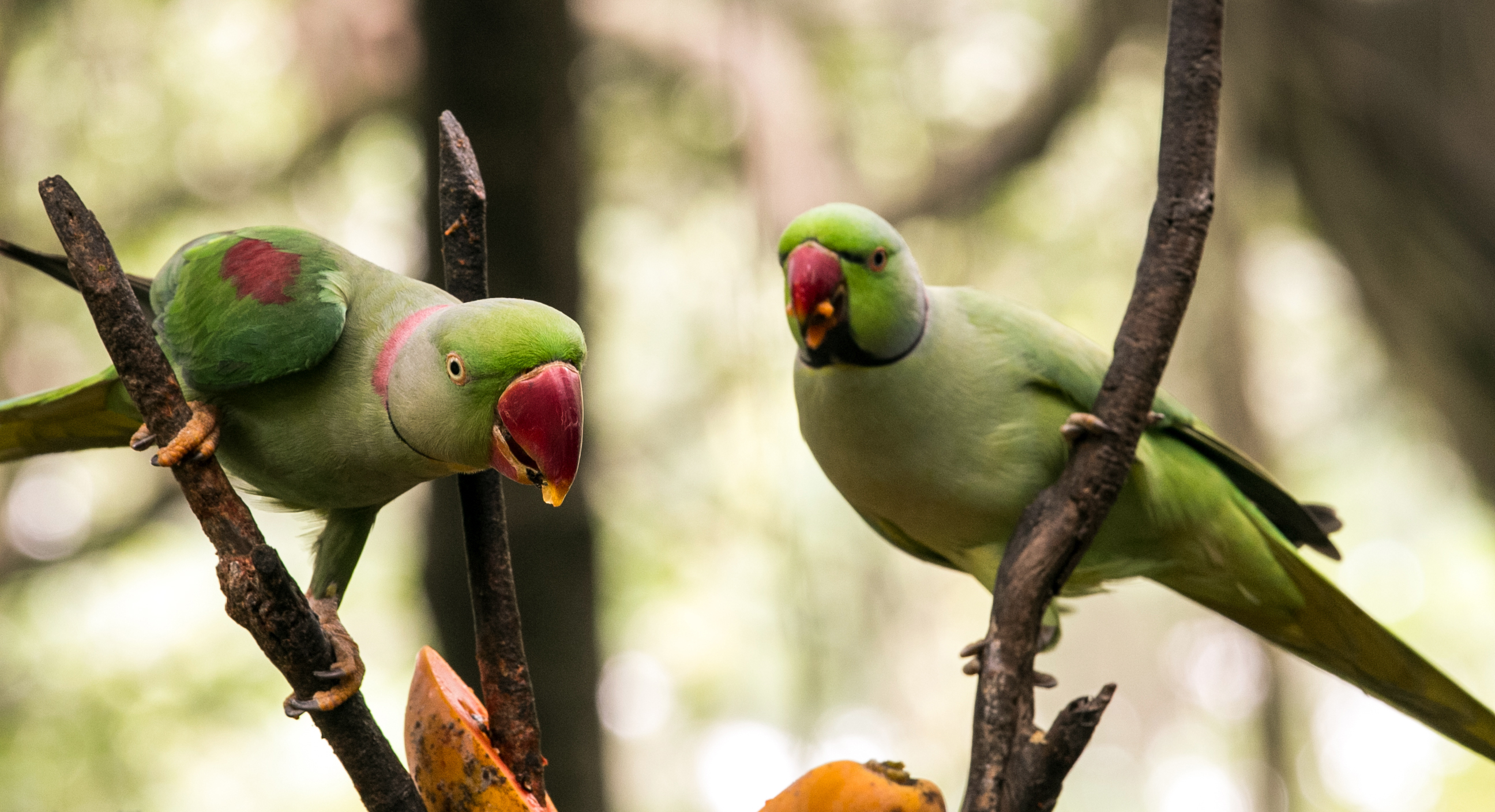
Due maschi di parrocchetto alessandrino, specie strettamente imparentata con il parrocchetto delle Seychelles.

|  | \| \| Psittacula eupatria nipalensis (parrocchetto alessandrino del Nepal) \| \| \| \| \| \| Psittacula eupatria eupatria (sottospecie nominale del parrocchetto alessandrino) \| \| \| \| |
|  | |
|  | Psittacula eupatria siamensis (parrocchetto alessandrino del Siam) |
|  | |
|  | Psittacula eupatria nipalensis (parrocchetto alessandrino del Nepal) |
|  | |
|  | Psittacula eupatria eupatria (sottospecie nominale del parrocchetto alessandrino) |
|  | |

|  | Psittacula eupatria nipalensis (parrocchetto alessandrino del Nepal)              |
|  |                                                                                   |
|  | Psittacula eupatria eupatria (sottospecie nominale del parrocchetto alessandrino) |
|  |                                                                                   |

|  | \| \| Psittacula eupatria nipalensis (parrocchetto alessandrino del Nepal) \| \| \| \| \| \| Psittacula eupatria eupatria (sottospecie nominale del parrocchetto alessandrino) \| \| \| \| |
|  | |
|  | Psittacula eupatria siamensis (parrocchetto alessandrino del Siam) |
|  | |
|  | Psittacula eupatria nipalensis (parrocchetto alessandrino del Nepal) |
|  | |
|  | Psittacula eupatria eupatria (sottospecie nominale del parrocchetto alessandrino) |
|  | |

|  | Psittacula eupatria nipalensis (parrocchetto alessandrino del Nepal)              |
|  |                                                                                   |
|  | Psittacula eupatria eupatria (sottospecie nominale del parrocchetto alessandrino) |
|  |                                                                                   |

|  | \| \| Psittacula eupatria nipalensis (parrocchetto alessandrino del Nepal) \| \| \| \| \| \| Psittacula eupatria eupatria (sottospecie nominale del parrocchetto alessandrino) \| \| \| \| |
|  | |
|  | Psittacula eupatria siamensis (parrocchetto alessandrino del Siam) |
|  | |
|  | Psittacula eupatria nipalensis (parrocchetto alessandrino del Nepal) |
|  | |
|  | Psittacula eupatria eupatria (sottospecie nominale del parrocchetto alessandrino) |
|  | |

|  | Psittacula eupatria nipalensis (parrocchetto alessandrino del Nepal)              |
|  |                                                                                   |
|  | Psittacula eupatria eupatria (sottospecie nominale del parrocchetto alessandrino) |
|  |                                                                                   |

|  | \| \| Psittacula eupatria nipalensis (parrocchetto alessandrino del Nepal) \| \| \| \| \| \| Psittacula eupatria eupatria (sottospecie nominale del parrocchetto alessandrino) \| \| \| \| |
|  | |
|  | Psittacula eupatria siamensis (parrocchetto alessandrino del Siam) |
|  | |
|  | Psittacula eupatria nipalensis (parrocchetto alessandrino del Nepal) |
|  | |
|  | Psittacula eupatria eupatria (sottospecie nominale del parrocchetto alessandrino) |
|  | |

|  | Psittacula eupatria nipalensis (parrocchetto alessandrino del Nepal)              |
|  |                                                                                   |
|  | Psittacula eupatria eupatria (sottospecie nominale del parrocchetto alessandrino) |
|  |                                                                                   |

Podsiadlowski e coll. (2017):
|  | Psittacula eupatria nipalensis (parrocchetto alessandrino del Nepal) |
|  | |
|  | \| \| Psittacula eupatria magnirostris (parrocchetto alessandrino delle Andamane) \| \| \| \| \| \| Psittacula eupatria siamensis (parrocchetto alessandrino del Siam) \| \| \| \| |
|  | |
|  | Psittacula eupatria magnirostris (parrocchetto alessandrino delle Andamane) |
|  | |
|  | Psittacula eupatria siamensis (parrocchetto alessandrino del Siam) |
|  | |

|  | Psittacula eupatria magnirostris (parrocchetto alessandrino delle Andamane) |
|  |                                                                             |
|  | Psittacula eupatria siamensis (parrocchetto alessandrino del Siam)          |
|  |                                                                             |

|  | Psittacula eupatria nipalensis (parrocchetto alessandrino del Nepal) |
|  | |
|  | \| \| Psittacula eupatria magnirostris (parrocchetto alessandrino delle Andamane) \| \| \| \| \| \| Psittacula eupatria siamensis (parrocchetto alessandrino del Siam) \| \| \| \| |
|  | |
|  | Psittacula eupatria magnirostris (parrocchetto alessandrino delle Andamane) |
|  | |
|  | Psittacula eupatria siamensis (parrocchetto alessandrino del Siam) |
|  | |

|  | Psittacula eupatria magnirostris (parrocchetto alessandrino delle Andamane) |
|  |                                                                             |
|  | Psittacula eupatria siamensis (parrocchetto alessandrino del Siam)          |
|  |                                                                             |

|  | Psittacula eupatria nipalensis (parrocchetto alessandrino del Nepal) |
|  | |
|  | \| \| Psittacula eupatria magnirostris (parrocchetto alessandrino delle Andamane) \| \| \| \| \| \| Psittacula eupatria siamensis (parrocchetto alessandrino del Siam) \| \| \| \| |
|  | |
|  | Psittacula eupatria magnirostris (parrocchetto alessandrino delle Andamane) |
|  | |
|  | Psittacula eupatria siamensis (parrocchetto alessandrino del Siam) |
|  | |

|  | Psittacula eupatria magnirostris (parrocchetto alessandrino delle Andamane) |
|  |                                                                             |
|  | Psittacula eupatria siamensis (parrocchetto alessandrino del Siam)          |
|  |                                                                             |

|  | Psittacula eupatria nipalensis (parrocchetto alessandrino del Nepal) |
|  | |
|  | \| \| Psittacula eupatria magnirostris (parrocchetto alessandrino delle Andamane) \| \| \| \| \| \| Psittacula eupatria siamensis (parrocchetto alessandrino del Siam) \| \| \| \| |
|  | |
|  | Psittacula eupatria magnirostris (parrocchetto alessandrino delle Andamane) |
|  | |
|  | Psittacula eupatria siamensis (parrocchetto alessandrino del Siam) |
|  | |

|  | Psittacula eupatria magnirostris (parrocchetto alessandrino delle Andamane) |
|  |                                                                             |
|  | Psittacula eupatria siamensis (parrocchetto alessandrino del Siam)          |
|  |                                                                             |

Nel 2018, l'ornitologa statunitense Kaiya L. Provost e colleghi rilevarono nuovamente che il pappagallo delle Mascarene e le specie di Tanygnathus si raggruppavano all'interno di Psittacula, rendendo quest'ultimo genere parafiletico (cioè non comprensivo di tutti i propri discendenti). Ciò implicava l'opportunità di suddividere Psittacula in più generi. Per risolvere la questione, l'ornitologo tedesco Michael P. Braun e colleghi suggerirono sia nel 2016 che nel 2019 di frammentare il genere Psittacula in più generi, collocando il parrocchetto delle Seychelles nel genere ristabilito Palaeornis, insieme al parrocchetto alessandrino.
Infine, uno studio genetico del 2022 condotto dall'ornitologo brasiliano Alexandre P. Selvatti e colleghi confermò i risultati precedenti circa le relazioni tra Psittacula, Mascarinus e Tanygnathus. Secondo gli autori, la sottofamiglia Psittaculinae si originò nella regione australo-pacifica (all'epoca parte del supercontinente Gondwana). La popolazione ancestrale della linea Psittacula-Mascarinus fu la prima di Psittaculinae ad arrivare in Africa durante il Miocene superiore (tra 8 e 5 milioni di anni fa), colonizzando in seguito le Mascarene a partire dal continente.

## Descrizione

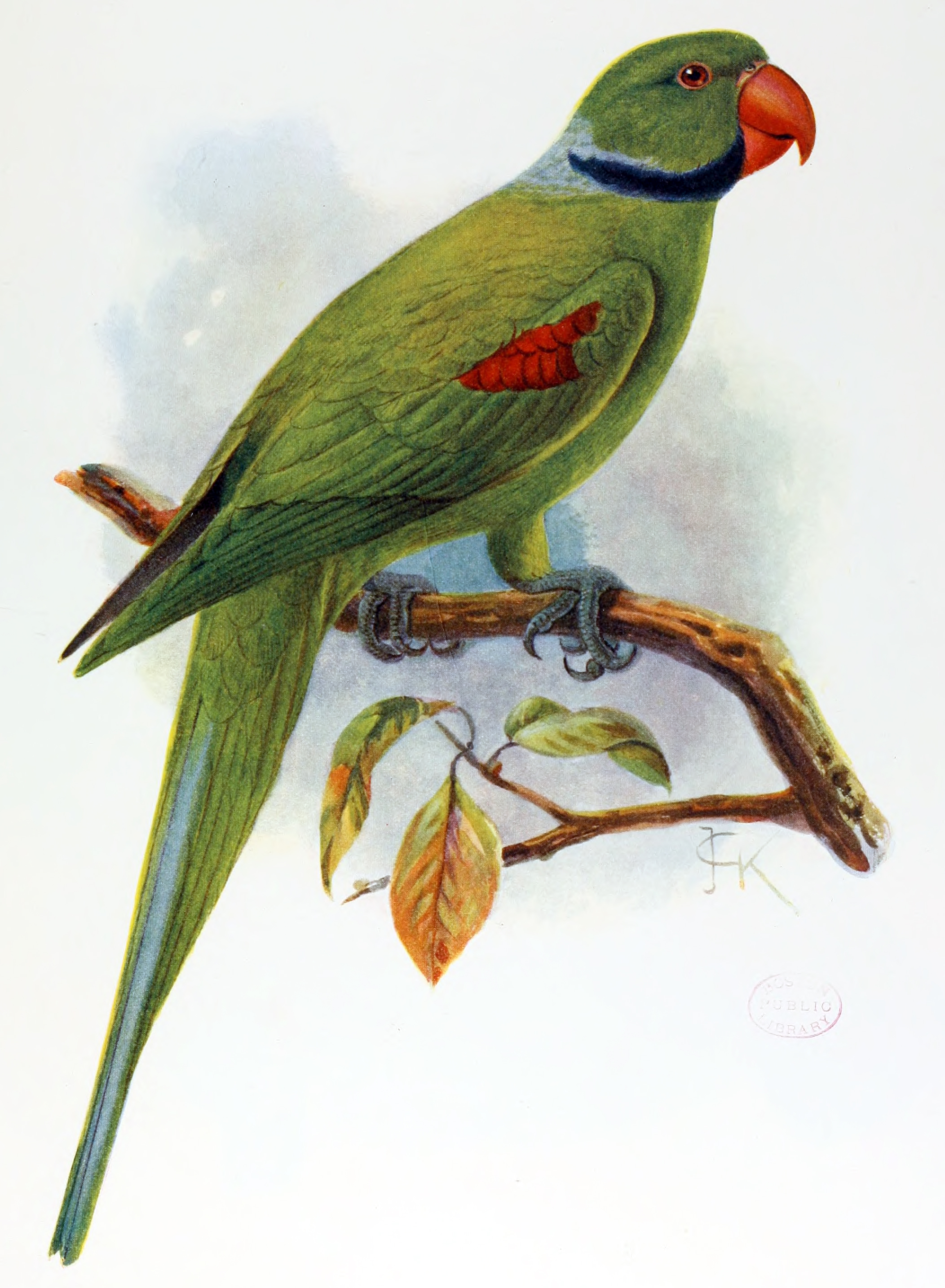
Il maschio in un disegno di Keulemans (1907).

Il parrocchetto delle Seychelles misurava circa 41 cm di lunghezza e presentava una coda lunga e affusolata. Nel maschio, l'ala misurava 204–208 mm, la coda 184–187 mm, il culmen (superficie superiore del becco) 33–34 mm e il tarsometatarso (osso della parte inferiore della zampa) 22 mm. Nella femmina, l'ala misurava 182–204 mm, la coda 200–261 mm, il culmen 29–34 mm e il tarsometatarso 20–22 mm.
Il maschio era prevalentemente verde, più chiaro e leggermente giallastro nella parte inferiore, con nuca, retro della testa e sottili strisce sulle guance sfumate di blu pallido. Presentava una banda nera sulle guance (nota anche come «collare incompleto») e un'esile striscia scura che andava dalla cera (la zona nuda attorno alle narici) all'occhio. L'addome era verde-giallastro, mentre le copritrici alari mostravano una macchia rosso-violacea o rosso porpora. Le penne centrali della coda erano blu con punte gialle sulla parte superiore, mentre le timoniere laterali erano verdi; la parte inferiore della coda era gialla. Il becco era rosso con punta gialla, l'iride di un colore giallastro e le zampe grigie. La femmina, priva della banda nera sulle guance, appariva simile ma più sobria, e il giovane ricalcava l'aspetto della femmina, pur avendo penne caudali più corte.
Le spoglie conservate indicano che il parrocchetto delle Seychelles fosse più piccolo, con ali più corte e un becco leggermente meno robusto rispetto al parrocchetto alessandrino. Sebbene tutti gli elementi scheletrici del maschio di parrocchetto alessandrino risultino maggiori rispetto a quelli del maschio del parrocchetto delle Seychelles, una radiografia di una femmina di quest'ultimo ha mostrato che possedeva cranio, rostro, mandibola, ulna e tibiotarso più grandi della femmina di alessandrino, ma un tarsometatarso e un carpometacarpo (osso dell'«avambraccio» dell'ala) più corti. Inoltre, il maschio del parrocchetto delle Seychelles si distingueva da quello alessandrino per l'assenza del colore rosato, per la presenza di sfumature blu anziché blu-grigio su guance e retrocollo, per la banda nera più sottile che circonda le guance (estendendosi fino al retro del collo) e per la colorazione ventrale più tendente al giallastro. Infine, ali e coda erano più corte e più larghe.
L'artista britannica Marianne North soggiornò alle Seychelles dal 1883 al 1884, realizzando almeno 46 dipinti, in gran parte dedicati a soggetti botanici, ma anche a qualche specie animale. Tali opere furono citate solo marginalmente in letteratura fino al 2013, quando l'ecologo britannico Anthony S. Cheke ne approfondì la trattazione, identificando le specie ritratte. Egli mise in luce il valore di questi dipinti come testimonianza della fauna locale dell'epoca e rintracciò (rendendolo noto per la prima volta) un dipinto del 1883 in cui la North ritrasse due esemplari di parrocchetto delle Seychelles, un maschio e un giovane, mostrati insieme a una pianta tropicale americana (Caesalpinia pulcherrima). Gli uccelli, provenienti dall'isola di Silhouette e portati a Mahé, erano allevati dal medico britannico James Brooks e dalla moglie. Si tratta dell'unica raffigurazione nota della specie in vita, e le caratteristiche del giovane sono conosciute solo grazie a questa rappresentazione. Benché non pubblicato all'epoca, il dipinto era citato negli scritti della North, come un resoconto del 1884 che menzionava gli uccelli – un riferimento che costituisce peraltro l'unica testimonianza storica della specie in cattività. L'opera fu acquistata negli anni '90 da un parente della pittrice in un'asta, e presenta colori più tenui rispetto ad altri dipinti dello stesso periodo, probabilmente a causa di uno sbiadimento dovuto a condizioni di conservazione differenti.

## Biologia

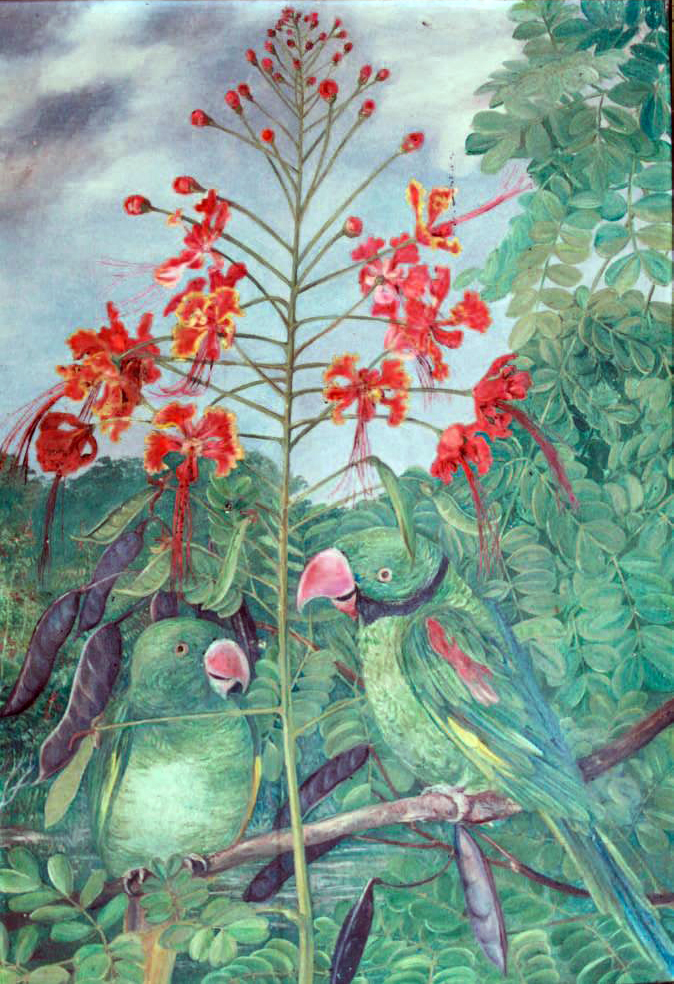
Questo dipinto di Marianne North (1883) raffigura gli unici esemplari ritratti dal vivo, un giovane (a sinistra) e un maschio in cattività.

Non si sa molto delle abitudini del parrocchetto delle Seychelles, ma si presume fossero simili a quelle del parrocchetto alessandrino, che vive in gruppi nelle foreste o in ambienti boschivi, spostandosi anche a distanze considerevoli tra i dormitori comuni e le aree di alimentazione. Questa specie abitava le foreste native, ma quando esse andarono diradarsi, si adattò alle zone aperte e coltivate, nutrendosi anche di frutta. Secondo il chirurgo britannico James Prior, che ne scrisse nel 1820, tali pappagalli «non si distinguevano certo per le loro capacità imitative».
Un testo poco noto del 1884, in cui Marianne North descrive i due parrocchetti che aveva dipinto (un maschio e un giovane), riferisce:
Secondo l'ornitologo Julian Hume, il riferimento alla loro «stupidità» rifletterebbe più che altro la tipica docilità degli uccelli insulari, mentre i «piccioni» menzionati potrebbero essere in realtà delle colombe del Madagascar (Nesoenas picturatus).

## Estinzione
Quando furono descritte per la prima volta, le Seychelles erano coperte da fitte foreste ed erano abitate solo da animali. In seguito, a partire dal 1768, i francesi vi si stabilirono e iniziarono a distruggere la foresta nativa, con un conseguente declino degli uccelli endemici e la diffusione di specie introdotte. Secondo il chirurgo britannico James Prior, nel 1811 il parrocchetto delle Seychelles era ancora abbondante, ma già nel 1867 Edward Newton rilevò che era quasi scomparso a causa della sua predilezione per il mais:
Nel 1876, i fratelli Edward e Alfred Newton notarono che il parrocchetto delle Seychelles e il vasa delle Seychelles (Coracopsis barklyi) erano in calo a causa del disboscamento della foresta primaria e della sostituzione con piantagioni di cocco, di cui questi pappagalli non si nutrivano. Inoltre, venivano uccisi ovunque perché danneggiavano i raccolti, condannandoli così a una probabile estinzione. Due esemplari furono raccolti dal sovrintendente britannico Henry Morris Warry nel 1881, e i due pappagalli in cattività descritti da Marianne North nel 1883 rappresentano gli ultimi individui conosciuti provenienti da Silhouette. L'ultima segnalazione della specie risale a un esemplare abbattuto dall'esploratore americano William Louis Abbott a Mahé nel marzo del 1893. L'ornitologo britannico Michael John Nicoll non ne vide alcuno durante la sua visita nel 1906. Nel 1907, Walter Rothschild scrisse che la specie si era probabilmente ritirata sull'isolotto di Silhouette, dove si sarebbe estinta di lì a poco.
Sebbene l'ornitologo britannico Desmond Vesey-Fitzgerald non fosse riuscito a trovare esemplari negli anni '30 del Novecento (pur avendo individuato una piccola popolazione di vasa delle Seychelles a Praslin), James L. Peters ipotizzò nel 1937 che la specie potesse ancora sopravvivere a Silhouette. Nel 1967, James Greenway sostenne che a provocarne l'estinzione fossero stati principalmente l'abbattimento e la cattura, poiché l'isola di Mahé si innalza rapidamente fino a 610 m sul livello del mare (il che avrebbe teoricamente potuto salvare parte delle foreste), ma, essendo l'isola lunga solo 27 km e larga 8, la permanenza dei pappagalli appariva poco probabile. Nel 2017, Julian Hume ritenne estremamente improbabile che la specie fosse sopravvissuta oltre il 1906, e Joseph M. Forshaw affermò che scomparve probabilmente poco tempo dopo il 1893 (data dell'ultima cattura documentata) e comunque prima della visita di Nicoll del 1906, in cui non ne fu segnalato alcun esemplare.